# Второе правительство Фийона
Второе правительство Фийо́на — кабинет министров, правивший Францией с 18 июня 2007 года по 27 ноября 2010 года, в период Пятой французской республики, в следующем составе:
- Франсуа Фийон — премьер-министр Франции;
- Жан-Луи Борлоо — государственный министр, министр экологии, устойчивого развития и планирования;
- Кристин Лагард — министр экономики, финансов и занятости;
- Мишель Аллио-Мари — министр внутренних дел, заморских и территориальных общностей;
- Бернар Кушнер — министр иностранных и европейских дел;
- Брис Ортефё — министр иммиграции, интеграции, национальной идентичности и совместного развития;
- Рашида Дати — хранитель печатей, министр юстиции;
- Ксавье Бертран — министр труда, социальные отношений и солидарности;
- Ксавье Даркос — министр национального образования;
- Валери Пекресс — министр высшего образования и исследований;
- Эрве Морен — министр обороны;
- Розлин Башло-Наркен — министр здравоохранения, по делам молодежи и спорта;
- Кристин Бутен — министр жилищного строительства и города;
- Мишель Барнье — министр сельского хозяйства и рыболовства;
- Кристин Альбанель — министр культуры и коммуникаций — представительница правительства;
- Эрик Вёрт — министр бюджета, общественного учета и государственной службы.

Государственные секретари
- Роже Карутчи — государственный секретарь по связям с парламентом (при Фийоне).
- Жан-Пьер Жуайе — государственный секретарь по европейским делам (при Кушнере).
- Лоран Вокье — государственный секретарь, представитель правительства (при Фийоне).
- Эрик Бессон — государственный секретарь по экономическим перспективам и оценке общественной политики (при Фийоне).
- Валери Летар — государственный секретарь по делам солидарности (при Бертране).
- Доминик Буссеро — государственный секретарь транспорта (при Борлоо).
- Натали Косцюшко-Моризе — государственный секретарь по экологии (при Борлоо).
- Кристиан Эстрози — государственный секретарь по делам заморских территорий (при Аллио-Мари).
- Андре Сантини — государственный секретарь по делам государственных служащих (при Уорте).
- Жан-Мари Бокель — государственный секретарь по делам сотрудничества и франкофонии (при Кушнере).
- Эрве Новелли — государственный секретарь по делам компаний и внешней торговли (при Лагард).
- Фадела Амара — государственный секретарь по делам города (при Бутене).
- Ален Марлё — государственный секретарь по делам ветеранов (при Морене).
- Рама Яд — государственный секретарь по иностранным делам и правам человека (при Кушнере).
- Люк Шатель — государственный секретарь по делам потребителей и туризма (при Лагард).

Верховный комиссар
- Мартен Ирш — верховный комиссар по активной солидарности против бедности.

## Перетасовки в составе правительства Франсуа Фийона
Назначение государственного секретаря по делам спорта
22 октября 2007
- Бернар Лапорт назначен государственным секретарем по делам спорта (при Розлин Башло-Наркен).

### После муниципальных выборов 2008
18 марта 2008

Были перетасованы государственные секретари после муниципальных выборов от 16 марта 2008.
Новые государственные секретари
- Ив Йего назначен государственным секретарем по делам заграничных территорий (при Мишель Аллио-Мари) заменив Кристиана Эстрози;
- Убер Фалько назначен государственным секретарем по делам развития территории (при Борлоо);
- Надин Морано назначена государственным секретарем по делам семьи (при Бертране);
- Кристиан Бланк назначен государственным секретарем по делам развития «Région Capitale» («Большой Париж») (при Борлоо);
- Анна-Мария Идрак назначена государственным секретарем по делам внешней торговли (при Лагард);
- Ален Жуанде назначен государственным секретарем по делам сотрудничества и франкофонии, заменив Жана-Мари Бокеля (при Кушнере).

Изменения сферы полномочий у министров
- Жан-Луи Борлоо — бывший государственный министр, министр экологии, устойчивого развития и обустройства, становится государственным министром, министром экологии, энергетики, устойчивого развития и планирования;
- Кристин Лагард — бывшая министр экономики, финансов и занятости, становится министром экономики, промышленности и занятости;
- Брис Ортефё — бывший министр иммиграции, интеграции, национальной идентичности и совместного развития, становится министром иммиграции, интеграции, национальной идентичности и солидарного развития;
- Ксавье Бертран — бывший министр труда, социальные отношений и солидарности, становится министром труда, социальные отношений, семьи и солидарности;
- Розлин Башло-Наркен — бывшая министр здравоохранения, по делам молодежи и спорта, становится министром здравоохранения, по делам молодежи, спорта и ассоциаций.

Изменения сферы полномочий у государственных секретарей
- Лоран Вокве бывший представитель правительства, назначен государственным секретарем по делам занятости (при Лагард);
- Люк Шатель бывший государственный секретарь по делам потребителей и туризма назначен государственным секретарем по делам потребителей и промышленности, представителем правительства (при Лагард);
- Эрик Бессон — государственный секретарь по экономическим перспективам и оценке общественной политики теперь также отвечает за развитие цифровой экономики (при Фийоне);
- Жан-Мари Бокель — бывший государственный секретарь по делам сотрудничества и франкофонии (при Кушнере), становится государственным секретарем по делам обороны и ветеранов (при Морене);
- Ален Марлё — бывший государственный секретарь по делам ветеранов (при Морене), становится государственным секретарем по делам местных сообществ (при Аллио-Мари);
- Бернар Лапорт — бывший государственный секретарь по делам спорта, становится государственным секретарем по делам спорта, молодёжи и ассоциаций(при Башло-Наркен);
- Эрве Новелли — бывший государственный секретарь по делам компаний и внешней торговли (при Лагард), становится государственным секретарем по делам торговли, ремёсел, малых и средних компаний, туризма и служб (при Лагард).

### В декабре 2008 года
- Патрик Деведжан назначен министром при премьер-министре, отвечающим за выполнение плана восстановления[3].
- Брюно Ле Мэр заменяет Жана-Пьера Жуайе в качестве государственного секретаря по европейским делам[4].

### В январе 2009
- Ксавье Бертран становится главой Союза за народное движение[5];
- Брис Ортефё становится министром труда, социальные отношений, солидарности и города, заменив Ксавье Бертрана;
- Эрик Бессон становится министром иммиграции, интеграции, национальной идентичности и солидарного развития;
- Натали Косцюшко-Моризе становится государственным секретарем по экономическим перспективам и развитию цифровой экономики (при Фийоне);
- Кристин Бутен бывшая министр жилищного строительства и города, становится министром жилищного строительства;
- Бернар Лапорт обратно становится государственным секретарем по делам спорта;
- Мартен Ирш становится Верховным Комиссаром по активной солидарности против бедности и Верховным Комиссаром по молодёжи;
- Летар, Амара, Морано теперь государственные секретари при Ортефё;
- Эрик Вёрт теперь отвечает за оценку общественной политики;
- Шанталь Жуанно становится государственным секретарем по делам экологии, заменив Натали Косюшко-Моризе.

### В июне 2009, после европейских парламентских выборов[6]
- Жан-Луи Борлоо — государственный министр, министр экологии, энергетики, устойчивого развития и моря, отвечает за зеленые технологии и за переговоры по изменению климата;
- Мишель Аллио-Мари — государственный министр, хранитель печатей, министр юстиции и свобод;
- Брис Ортефё — министр внутренних дел, заморских и территориальных общностей
- Ксавье Даркос — министр труда, социальных отношений, по делам семьи и солидарности;
- Эрик Вёрт — министр бюджета, общественного учета и государственных служащих и государственных реформ;
- Люк Шатель — министр национального образования, представитель правительства;
- Брюно Ле Мэр — министр продовольствия, сельского хозяйства и рыболовства;
- Фредерик Миттеран — министр культуры и связи;
- Мишель Мерсье — министр сельского места и пространственного планирования;
- Анри де Рэнкур — министр парламентских отношений (при Фийоне);
- Кристиан Эстрози — министр промышленности (при Лагард);
- Валери Летар — государственный секретарь (при Борлоо);
- Жан-Мари Бокель — государственный секретарь (при Аллио-Мари);
- Эрве Новелли — государственный секретарь по делам торговли, мастерства, малого и среднего бизнеса, туризма, услуг и прав потребителя (при Лагард);
- Рама Яд — государственный секретарь по делам спорта (при Башло-Наркен);
- Юбер Фалько — государственный секретарь по делам обороны и ветеранов (при Морене);
- Надин Морано — государственный секретарь по делам семьи и солидарности (при Дарко);
- Пьер Леллюш — государственный секретарь по европейским делам (при Кушнере);
- Нора Берра — государственный секретарь о делам пожилых (при Дарко);
- Бену Аппару — государственный секретарь по делам жилья и города (при Борлоо);
- Мари-Люк Пеншар — государственный секретарь по делам заморских территорий (при Ортефё);
- Кристиан Бланк — государственный секретарь по делам развития «Région Capitale» («Большой Париж») (при Фийоне).

Сохранили свои функции:
- Бернар Кушнер;
- Кристин Лагард;
- Патрик Деведжан;
- Валери Пекресс;
- Эрве Морен;
- Розлин Башло-Наркен;
- Эрик Бессон;
- Лоран Вокве;
- Натали Костюшко-Моризе;
- Доминик Буссеро;
- Фадела Амара;
- Ален Марлё;
- Анна-Мария Идрак;
- Ален Жуанде;
- Шанталь Жуанно;
- Мартен Ирш;

22 марта 2010 года после региональных выборов во Франции
После сокрушительного поражения правительственного правого большинства и победы левых партий в 21 из 22 регионов континентальной Франции, в составе правительства Франсуа Фийона 22 марта 2010 года произошли очередные косметические перестановки
- Ксавье Даркос снят с поста министра труда, солидарности и государственной службы.
- Ему на смену пришел бывший министр бюджета Эрик Вёрт[10].
- Франсуа Баруан выходец из близкого окружения бывшего президента Жака Ширака, занял пост министра бюджета, государственных счетов и реформы государства.[11]
- Марк-Филипп Добрес, центрист, занял пост министра по вопросам молодёжи и активной солидарности.[12]
- Жорж Трон, из окружения бывшего премьер-министра Доминика де Вильпена, занял пост государственного секретаря по вопросам государственной службы.[13]
- Ушёл в отставку Мартен Ирш, верховный комиссар по активной солидарности против бедности